# Pontorson
Pontorson ist eine französische Gemeinde mit 4.319 Einwohnern (Stand 1. Januar 2022) im Département Manche in der Region Normandie. Sie gehört zum Kanton Pontorson im Arrondissement Avranches.
Sie entstand mit Wirkung vom 1. Januar 2016 durch die Zusammenlegung der ehemaligen Gemeinden Pontorson, Macey und Vessey zu einer namensgleichen Commune nouvelle. Die früheren Gemeinden haben in der neuen Gemeinde den Status einer Commune déléguée. Der Verwaltungssitz befindet sich im Ort Pontorson.

## Gliederung
| Ortsteil                    | ehemaliger INSEE-Code | Fläche (km²) | Einwohnerzahl zum 1. Januar 2022 |
| --------------------------- | --------------------- | ------------ | -------------------------------- |
| Pontorson (Verwaltungssitz) | 50410                 | 43,01        | 3.832                            |
| Macey                       | 50284                 | 05,87        | .0106                            |
| Vessey                      | 50630                 | 12,59        | .0381                            |

## Geografie
Pontorson befindet sich rund neun Kilometer von Mont-Saint-Michel, 22 Kilometer von Avranches und 45 Kilometer von Granville entfernt. Im Nordwesten hat das Gemeindegebiet von Pontorson einen etwa 1200 m langen Strandabschnitt an der Gezeitenküste der Bucht von Mont-Saint-Michel. Umgeben wird Pontorson von den Nachbargemeinden Le Mont-Saint-Michel und Beauvoir im Norden, Huisnes-sur-Mer und Tanis im Nordosten, Précey und Saint-James im Osten, Sacey im Südosten, Aucey-la-Plaine und Sougeal im Süden, Pleine-Fougères im Südwesten, Saint-Georges-de-Gréhaigne im Westen sowie Roz-sur-Couesnon im Nordwesten.

## Städtepartnerschaft
Seit 1968 pflegt Pontorson eine Partnerschaft zur deutschen Stadt Wassenberg, die im Jahre 2010 zu einer Dreieckspartnerschaft mit dem englischen Highworth ausgebaut wurde.

## Wirtschaft und Infrastruktur
Pontorson war Sitz des Ateliers der Marke Le Mont Saint Michel.
Große Unternehmen der Gemeinde sind:

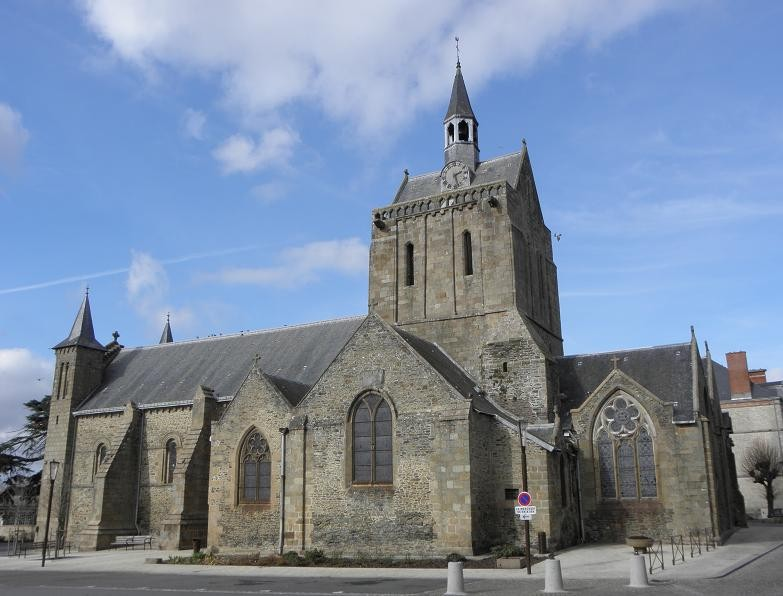
Kirche Notre-Dame

- Charles Amand
- Briques et Bois
- Manoir aux Abeilles
- Agrial

## Persönlichkeiten
- Émile Le Marié des Landelles (1847–1903), Maler und Bildhauer